# 鈴木亮
鈴木 亮（すずき りょう、1981年6月30日 - ）は、日本の野球選手（投手）。社会人野球の明治安田生命に所属している。祖父は牧野潔で、伊藤栄祐は親戚にあたる。

## 来歴
愛工大名電では1学年上に石堂克利がおり、2年次には控え投手としてベンチ入りし夏の甲子園に出場。1回戦で赤田将吾を擁する日南学園に敗れている。3年次にはエースとなり、夏の愛知県大会ではノーシードから勝ち進み、決勝戦で朝倉健太や岡本浩二を擁する東邦高校と対戦。岡本と投げ合って完封負けを喫するも、決勝での3失点完投を含め7試合で60イニングを投げ抜いた。高校卒業後は愛知工業大学に進学し連盟脱退騒動で連盟下部に在籍していたチームの7年ぶりの一部復帰に貢献。復帰初戦となった4年春の対愛知学院大学戦では筒井和也と投げ合い、1失点完投で敗れている。
大学卒業後は明治安田生命に入社。しかし1年目の2004年は明治安田生命の合併初年度で新人研修が半年間に及び、公式戦だけでなくオープン戦にも出場できなかった。2006年のJABA東京スポニチ大会では優勝候補の東芝を完封し、同年の都市対抗野球の東京2次予選では初戦でJR東日本を完封。セガサミーとの第3代表決定戦でも勝利を挙げ、24年ぶりの本大会出場に貢献した。なお、本大会では1回戦の三菱ふそう川崎戦で先発するも敗戦投手となっている。
翌2007年の都市対抗野球関東代表決定戦では日産自動車を9回1失点に抑え、2年連続都市対抗出場に貢献した。本戦では初戦のヤマハに8回途中まで1失点と好投したが0対1で敗れている。同年秋の東京都企業大会ではMVPを受賞した。
2011年以降の都市対抗野球出場歴は確認出来ない。